# Monstro marinho

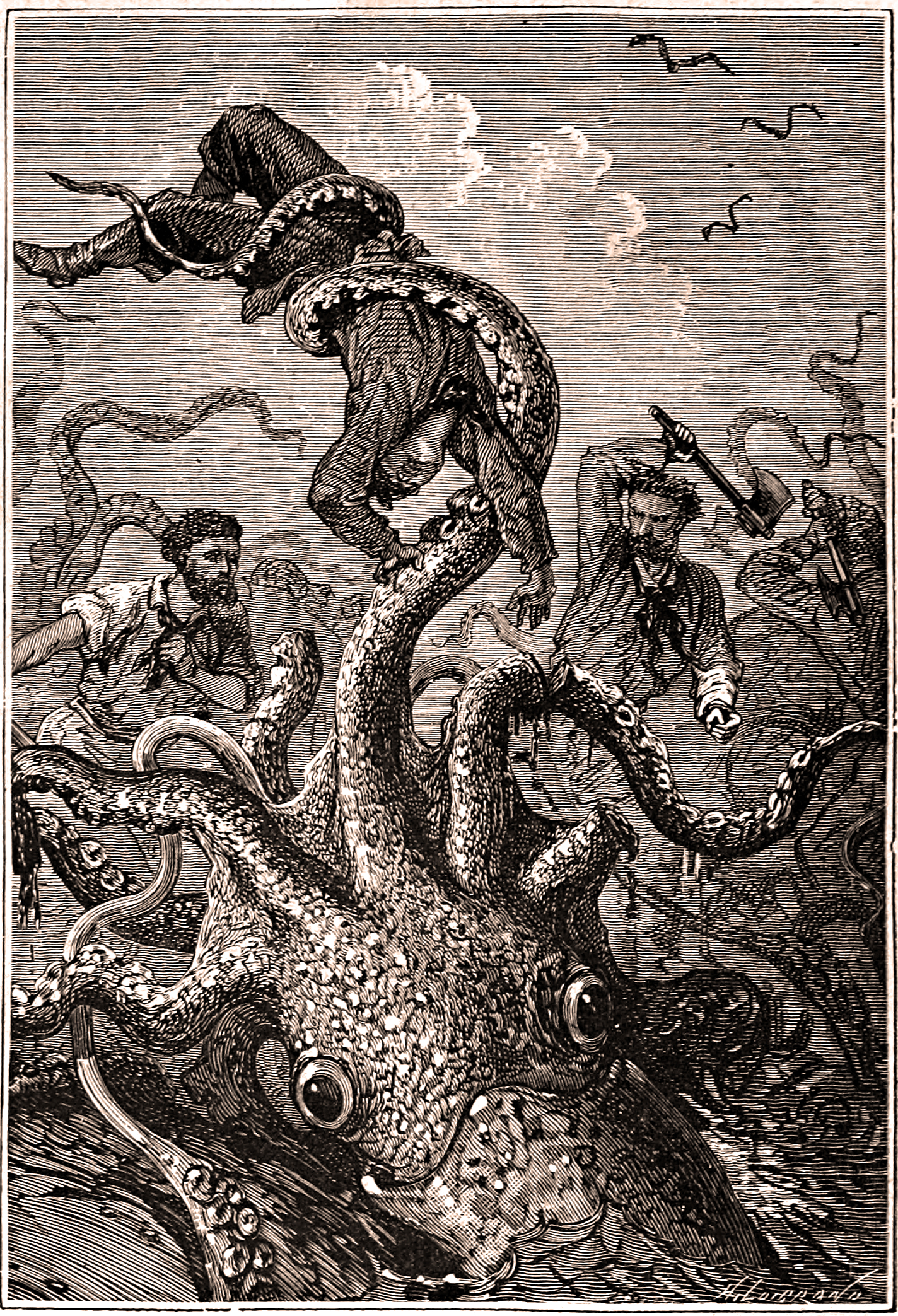
Fotografia de uma cópia de Hetzel da obra Vinte Mil Léguas Submarinas.

Monstros marinhos são seres do folclore que se acreditam residir no mar e geralmente são de tamanho imenso. Monstros marinhos podem assumir várias formas, incluindo dragões do mar, serpentes do mar ou bestas com várias armas. Eles podem ser viscosos e escamosos e geralmente são vistos como navios ameaçadores ou jatos de água. A definição de "monstro" é subjetiva; além disso, alguns monstros marinhos podem ter sido baseados em criaturas cientificamente aceitas, como baleias e tipos de lulas gigantes e colossais.
Monstros marinhos eram retratados em mapas marítimos antigos para indicar perigo ou como elementos decorativos. Os mais famosos são os do cartógrafo Olaus Magnus. Exemplos destas criaturas são os ictiocentauros.